# Palpada solennis
Palpada solennis är en tvåvingeart som först beskrevs av Walker 1852.  Palpada solennis ingår i släktet Palpada och familjen blomflugor. Inga underarter finns listade i Catalogue of Life.